# Systrarna (1912)
Systrarna är en svensk dramafilm från 1912 i regi av Anna Hofman-Uddgren.

## Om filmen
Filmen premiärvisades 12 januari 1912 på Orientaliska Teatern i Stockholm. Den spelades in på flera platser i Stockholm, bland annat Mosebackes terrass, Nils Ericsons sluss, Strandvägen, Karlaplan och i Saltsjöbaden.

## Rollista i urval
- Edith Wallén - Fanny, uppasserska på Mosebacke
- Anna-Lisa Hellström - Ruth, hennes syster, uppasserska på Mosebacke
- Sigurd Wallén - Notarie X
- Anna Hofman-Uddgren - frälsningssoldat
- Gösta Ekman - detektiv
- Carl Hagman - detektiv
- Olga Maria Berglund - modern
- Fröken Stråhle - grannfru